# Angela Nordenstedt
Ángela Nordenstedt García (Madrid 15 de abril de 1963) es una artista contemporánea española cuyos trabajos los realiza con diversas técnicas como el dibujo, la pintura y la instalación, siendo la naturaleza, su principal motivación  a través de referencias literarias o artísticas.

## Trayectoria
Licenciada en Bellas Artes por la Universidad Complutense de Madrid. Ha participado en diferentes bienales como V Bienal de Escultura, Sala de San Esteban.,Murcia en 1994. La IV Bienal de Artes Plásticas Rafael Botí, Fundación Rafael Botí. Córdoba.  La V Bienal de pintura Ciudad de Albacete, Museo Municipal de Albacete. Participó con la galería Fúcares en varias ediciones de la Feria de Arte Contemporáneo de Madrid ARCO, así como en la feria de Miami con la citada galería ART MIAMI’02 y 03.
Desde 1988  hasta 2002 formó parte del colectivo Koniec,  junto con Alberto Sánchez, dedicado al arte postal, "mail art" libros de artista y acciones.
En el año 2001 entró a formar parte de la colección La Caixa, y participó en la exposición organizada por esta institución con el fin de mostrar las obras adquiridas en su colección. La exposición se tituló  Testimonios celebrada en La Fundación La Caixa de Tarragona, una muestra que reunió una parte de las nuevas obras incorporadas a su colección. Participó junto con otros artistas  en una exposición celebrada en el año 2017 cuyo fin era hacer una revisión del arte de los 90 bajo el título La Cara Oculta De La Luna. Arte alternativo en el Madrid de los 90 en el Centro Centro Cibeles de Madrid. Este mismo año 2017 expuso en la Calcografía de Salamanca la exposición Paisajes escogidos. Nordenstedt en esta exposición creó con los jardines de Monet un viaje a un paisaje oriental hibridado. Además en este proyecto desarrolló una parte interactiva ya que ofreció al visitante la posibilidad de “elegir nuestro propio paisaje”, fue un planteamiento lúdico entre la artista y el público.
En el año 2019  participó con una exposición de pintura y dibujos en el taller de creación de Madrid denominado Rayo box.

## Exposiciones

### Exposiciones Individuales
2019, Ángela Nordenstedt para Rayo Box. Taller del Hombre Rayo. Madrid.
2017, Paisajes escogidos. Galería La Calcografía. Salamanca.
2007, Espacio El Cubo. Alcobendas. Madrid.
2006, El orden deshonesto. Galería Depósito 14. Madrid.
2002, Epidermia. Galería Fúcares. Almagro. Ciudad Real.
2001, Cómo son las cosas que sabemos cómo son. Galería Fúcares. Madrid.
1999, El Rincón Familiar. Galería Fúcares. Almagro. Ciudad Real.
1998, ¿Quién teme a Marcel Duchamp? Nueve citas. El Corte Inglés. Madrid.
1995, A.A.K. Galería Rosa Hernández. Alicante.
1994, Köniec: Archivo General. Galería Ginkgo. Madrid.*

### Exposiciones colectivas ( selección)
2019, 261. Galería Tres por Cuatro. Madrid.
¡Seguimos aquí! Espacio Arte. Facultad de CC de la Información. UCM. Madrid. 
2018 FIG-18. Galería La Calcografía. Bilbao. Vizcaya.
2016 16 ou 20 Contidos Desbordados. Museo Provincial de Lugo y Pazo de Tor. Lugo.
2015 Al pie de la letra. Palacio de los Condes de Gabia. Granada.
16 ou 20 Contidos Desbordados. Obra Social Abanca. Santiago de Compostela. La Coruña.
F.V.E. (Ficciones Visuales Españolas). Casa de Teatro. Santo Domingo. República Dominicana.
2014 Blanca Doble. El mundo y la colección de Blanca Sánchez Berciano. Círculo de Bellas Artes de Madrid y Espacio cultural MIRA, Pozuelo de Alarcón. Madrid.
Para Chicos y Chicas: Galería & Ediciones Ginkgo 1989-1998. Centre d’Art la Panera, Lleida. Centro de Arte de Alcobendas, Madrid. *
2008 Para Lola. Sociedad Estatal para la Acción Cultural Exterior SEACEX.
2005 Otra figuración, Nuevas realidades. Casa del Cordón. Burgos.
2004 Arte Termita contra Elefante Blanco. Museo Colecciones ICO. Madrid.
El puto gotelé. Doméstico’03. Madrid.
2003 IV Bienal de Artes Plásticas Rafael Botí. Fundación Rafael Botí. Córdoba.
ART MIAMI’03. Galería Fúcares. Miami.
ARCO’03, y 02, 01, 00, 99, 98, 97 Galería Fúcares. Madrid.
ART MIAMI´02. Galería Fúcares. Miami. Foro Sur. Galería Fúcares. Cáceres.
Testimoni 2001-2002. Centro social y cultural de la Fundación La Caixa. Barcelona.
V Bienal de pintura Ciudad de Albacete. Museo Municipal de Albacete.
Premio Diputación. Ciudad Real.
2000 Gabinete de Papel IV. Galería Fúcares. Almagro. Ciudad Real.
Puntos de encuentro. Espacio Cruce. Madrid.
1999 Seis pintores españoles de los noventa. Agencia Española de Cooperación Internacional. Itinerante por Hidivoamérica.
IX Certamen de Pintura de la UNED. Casa de Velázquez. Madrid.
101 Postalicas para García Lorca. Museo Postal y Telegráfico. Madrid
1998 La cicatriz interior. Sala de exposiciones de la Comunidad de Madrid.
1996, 1 y Uno. Salas Julio González (antiguo MEAC). Madrid.
El cuerpo en venta. Asociación de Prostitutas Hetaira. Madrid.
Propuestas 96. Círculo de Bellas Artes. Madrid.
New Art. Stand Galería Fúcares. Barcelona.
Noche de Caz. Galería Angel Cazcarro. Zaragoza.
1994 Talleres de Arte Actual. Círculo de Bellas Artes. Madrid.
V Bienal de Escultura. Sala de San Esteban. Murcia.
1993 Aprendiendo a leer Arte. Galería Estampa. Madrid. *
Editores de Madrid. Galería Gingko. Madrid. *

## obras en colecciones y museos
- Art Coll. Trust. Seattle. Washington.
- Ayuntamiento de Mojácar. Almería.
- Ayuntamiento de Quesada. Jaén.
- Centro de Documentación de Arteleku. San Sebastián.*
- Centro de Documentación del M.N.C.A.R.S. Madrid.*
- Colección Banesto.*
- Colección Caja Burgos.
- Colección Caja Madrid.
- Colección Testimoni. Fundación La Caixa. Barcelona.[13]
- Fundación Ortega y Gasset. Madrid.
- Junta Municipal de Arganzuela. Madrid.
- Museo Postal y Telegráfico. Madrid.
- Colección Banco de España.[14]